# Pyrenopsis reducta
Pyrenopsis reducta är en lavart som beskrevs av Theodor 'Thore' Magnus Fries. Pyrenopsis reducta ingår i släktet Pyrenopsis, och familjen Lichinaceae. Arten är reproducerande i Sverige.